# نصف‌النهار ۱۰۴ درجه شرقی
نصف‌النهار ۱۰۴ درجه شرقی ۱۰۴مین نصف‌النهار شرقی از گرینویچ است که از لحاظ زمانی ۶ساعت و ۵۶دقیقه با گرینویچ اختلاف زمانی دارد.
این نصف‌النهار از قطب شمال شروع و از مناطق زیر گذشته و به قطب جنوب ختم می‌شود.
- روسیه
- مغولستان
- چین
- اقیانوس هند